# Coffea anthonyi
Espèce
Statut de conservation UICN

 VU B2ab(iii) : Vulnérable
Coffea anthonyi Stoff. & F.Anthony est une espèce d'arbustes de la famille des Rubiacées et du genre Coffea, présente en Afrique tropicale.

## Étymologie
Son épithète spécifique anthonyi rend hommage à François Anthony qui récolta l'holotype.

## Distribution
Les données disponibles sont peu nombreuses. Subendémique, relativement rare, l'espèce a été collectée dans la Région du Sud au Cameroun (Réserve du Dja) et dans celle de l'Est, ainsi que de l'autre côté de la frontière, en République du Congo. Elle a été cultivée en Côte d'Ivoire à partir d'une bouture.